# Света Луција на Светском првенству у атлетици на отвореном 2011.
Света Луција је учествовала на 13. Светском првенству у атлетици на отвореном 2011. одржаном у Тегу од 27. августа до 4. септембра тринаести пут, односно учествовала је на свим првенствима до данас. Репрезентацију Свете Луције представљала су 2 такмичара (1 мушкарац и 1 жена) који су се такмичили у 2 дисциплине (1 мушка и 1 женска).,.
На овом првенству такмичари Свете Луције нису освојиле ниједну медаљу али је оборен један национални и лични рекорд.

## Учеснице
| Мушкарци: - Дарвин Едвардс — Скок увис | Жене: - Леверн Спенсер — Скок увис |

## Резултати

### Мушкарци
| Атлетичар      | Дисциплина | Лични рекорд | Квалификације | Квалификације | Полуфинале | Полуфинале | Финале   | Финале  | Детаљи |
| Атлетичар      | Дисциплина | Лични рекорд | Резултат      | Место         | Резултат   | Место      | Резултат | Место   | Детаљи |
| -------------- | ---------- | ------------ | ------------- | ------------- | ---------- | ---------- | -------- | ------- | ------ |
| Дарвин Едвардс | Скок увис  | 2.28 НР      | 2,31 КВ, НР   | 1. у гр. А    |            |            | 2,20     | 12 / 27 |        |

### Жене
| Атлетичарка    | Дисциплина | Лични рекорд | Квалификације | Квалификације | Полуфинале | Полуфинале | Финале                | Финале       | Детаљи |
| Атлетичарка    | Дисциплина | Лични рекорд | Резултат      | Место         | Резултат   | Место      | Резултат              | Место        | Детаљи |
| -------------- | ---------- | ------------ | ------------- | ------------- | ---------- | ---------- | --------------------- | ------------ | ------ |
| Леверн Спенсер | скок увис  | 1,98 НР      | 1,92          | 6. у гр. А    |            |            | Није се квалификовала | 12 / 27 (29) |        |